# AI for Good
AI for Good (« l'IA pour le bien ») est une plateforme numérique de communication sur le thème de l'intelligence artificielle (IA), où les innovateurs en IA et les décideurs des secteurs public et privé peuvent échanger pour identifier des solutions d'IA permettant de faire progresser les objectifs développement durable de l'ONU. Elle est gérée par l'Union internationale des télécommunications de l'ONU. Elle est ouverte tout au long de l'année, mais un sommet a lieu une fois par an.